# صوت نار
صوت النار (بالإنجليزية: Voice of Fire)‏ هي لوحة تجريدية من الأكريليك على القماش رسمها الرسام الأمريكي بارنيت نيومان عام 1967. تتكون من ثلاثة خطوط عمودية متساوية الحجم، خطين باللون الأزرق من الخارج وخط باللون الأحمرفي المنتصف. تم إنشاء اللوحة كمهمة خاصة لمعرض إكسبو 67. في عام 1987، تمت إعارتها إلى المعرض الوطني الكندي في أوتاوا، أونتاريو، كندا.
تسبب شراء صوت النار من قبل المتحف الوطني الكندي لمجموعته الدائمة في عام 1989 بتكلفة 1.8 مليون دولار بعاصفة من الجدل.  سخر بعض المواطنين من ذلك بقمصان مخططة وربطات عنق تحاكي اللوحة. يناقش كتاب «أصوات النار: غضب الفن والسلطة والدولة» الصادر عام 1996 من قبل بروس باربر وسيرج جيلباوت وجون أوبرايان القضايا المتعلقة بشراء اللوحة.

## تاريخ صوت النار
بتكليف لمعرض اكسبو 67، المعرض الدولي والعالمي الذي أقيم في مونتريال خلال الذكرى المئوية عام 1967 لكندا، كانت صوت النار جزءًا من الجناح الأمريكي الذي نظمه الناقد الفني والمؤرخ آلان سولومون. عرض معرض "American Painting Now” ، أعمال اثنين وعشرين فنانًا تم تركيبها في الجناح الأمريكي، وهو قبة جيوديسية صممها المهندس بكمنستر فولر. كانت صوت النار البالغ طولها 18 قدمًا موجهًة نحو اتجاهات سليمان، وكانت عمودية لتعكس حجم القبة.  كانت هذه هي المرة الأولى التي يعمل فيها نيومان على هذا المقياس بتنسيق عمودي. تم عرض اللوحات مع رموز أخرى للتقدم الأمريكي، كبسولة أبولو الفضائية، مظلات أبولو المخططة باللونين الأحمر والأبيض، صور للقمر وصور فوتوغرافية كبيرة لنجوم السينما.
في ربيع عام 1987، اتصل بريدون سميث، مساعد مدير المعرض الوطني الكندي في ذلك الوقت، بأرملة نيومان أنالي لسؤالها عما إذا كانت ستفكر في إعارتها للمعرض وذلك لعرضها في معرض مؤقت في العام التالي ليتزامن مع اكتمال بناء جديد.
في شهر مايو من عام 1988، تم تثبيت صوت النار في المعرض الوطني الكندي المشيد حديثًا مع قليل من التغطية الاعلامية أو الجدل. وقد تم عرضها في مساحة كبيرة عالية السقف، مع عدد قليل من الأعمال الأخرى للفنانين الأمريكيين، ميلتون ريسنيك وجاكسون بولوك وتوني سميث.  في هذا العرض للفن الأمريكي في فترة ما بعد الحرب، كانت صوت النار «صدارة المكانة» باعتبارها القطعة المركزية. في شهر مارس من عام 1990، أعلن المتحف الوطني عن شرائه للوحة مقابل 1.8 مليون دولار، مما أشعل «عاصفة نارية» من اهتمام وسائل الإعلام والجدل في أوتاوا والذي تركز في الغالب حول مسألة ما إذا كانت اللوحة تستحق أن تسمى بالفن. أفيد مؤخرًا أن كبار الموظفين في المعرض الوطني قدروا أن القيمة الحالية للوحة تتجاوز 40 مليون دولار. تلا ذلك جدل آخر في عام 1992 عندما تم اكتشاف أن اللوحة قد عُرضت رأسًا على عقب بعد الاستحواذ عليها. لا يزال العمل في حوزة المتحف الوطني الكندي.

## روابط خارجية
- Voice of Fire at the National Gallery of Canada